# Sphagemacrurus pumiliceps
Sphagemacrurus pumiliceps is een straalvinnige vissensoort uit de familie van rattenstaarten (Macrouridae). De wetenschappelijke naam van de soort is voor het eerst geldig gepubliceerd in 1894 door Alcock.